# Bab ad-Debbagh
Bab ad-Debbagh o Bab Debbagh (en árabe: باب الدباغين, lit: 'Puerta de los Curtidores') es una de las principales puertas orientales de la medina de Marrakech, Marruecos.

## Descripción
Esta puerta es la más septentrional de las dos puertas orientales de la medina. Su origen se remonta al año 1126 d. C. aproximadamente, cuando el emir almorávide Alí ben Yusuf construyó las primeras murallas de la ciudad. Su nombre significa "Puerta de los Curtidores" y hace referencia a las curtidurías cercanas que han estado presentes aquí desde la época almorávide.
Tiene la disposición más complicada de todas las puertas de la ciudad: su paso se curva cinco veces, en un recorrido casi en forma de S, pasando por dos patios al aire libre y una cámara alargada con techo abovedado. Una escalera en la esquina sureste de la estructura permite acceder al techo de la puerta. Los estudiosos creen que sólo la parte central de la puerta (la cámara abovedada) data de la puerta almorávide original y que las secciones del patio interior y exterior fueron añadidas posteriormente por los almohades. Originalmente, la puerta habría tenido una entrada curva "simple" (es decir, girando 90 grados sólo una vez).[cita requerida]

## Galería

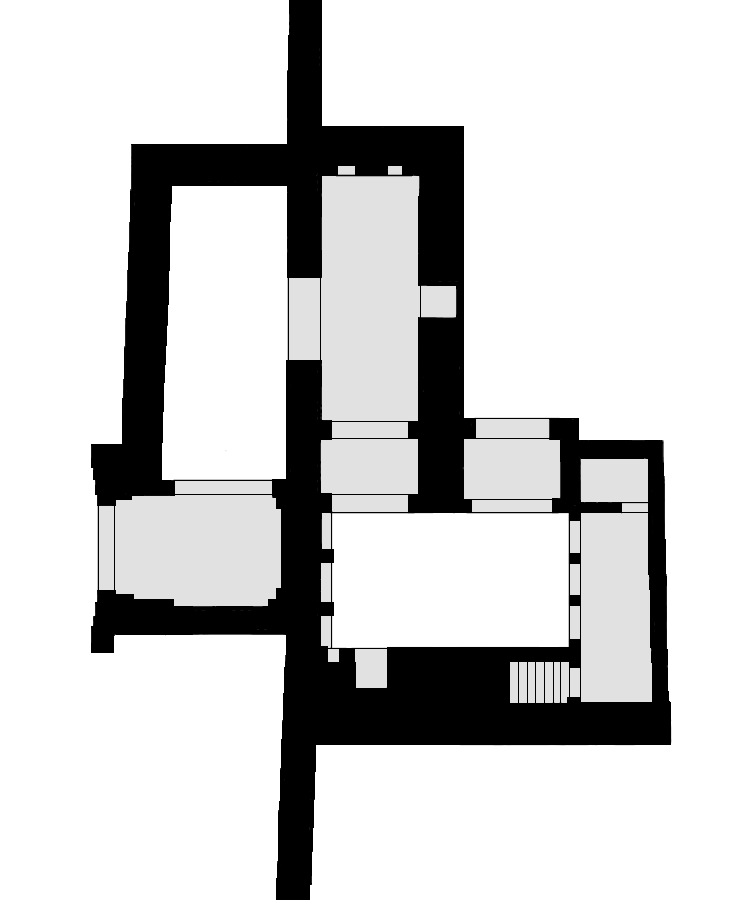
El plano de la puerta en la actualidad (las áreas sombreadas en gris claro indican áreas techadas).
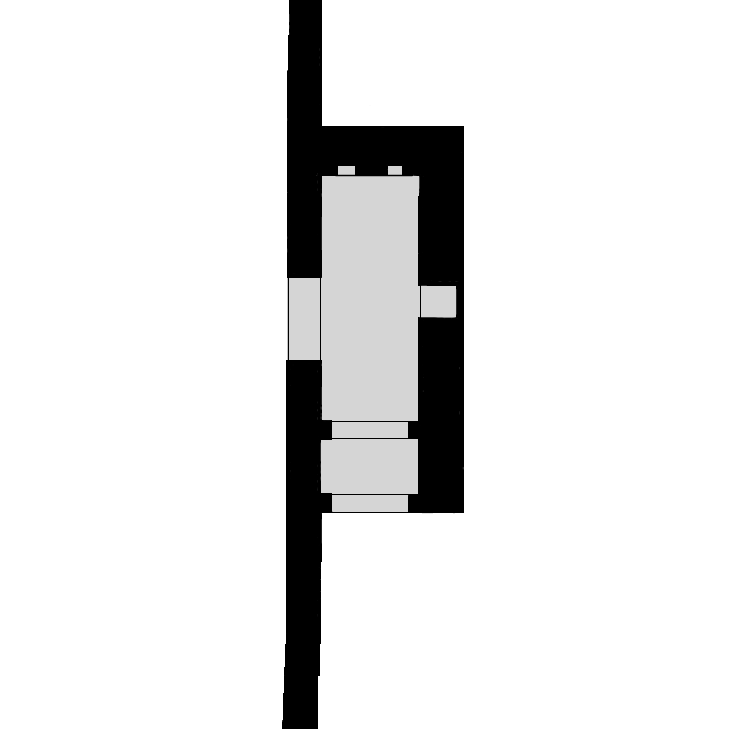
La planta original hipotética de la puerta.
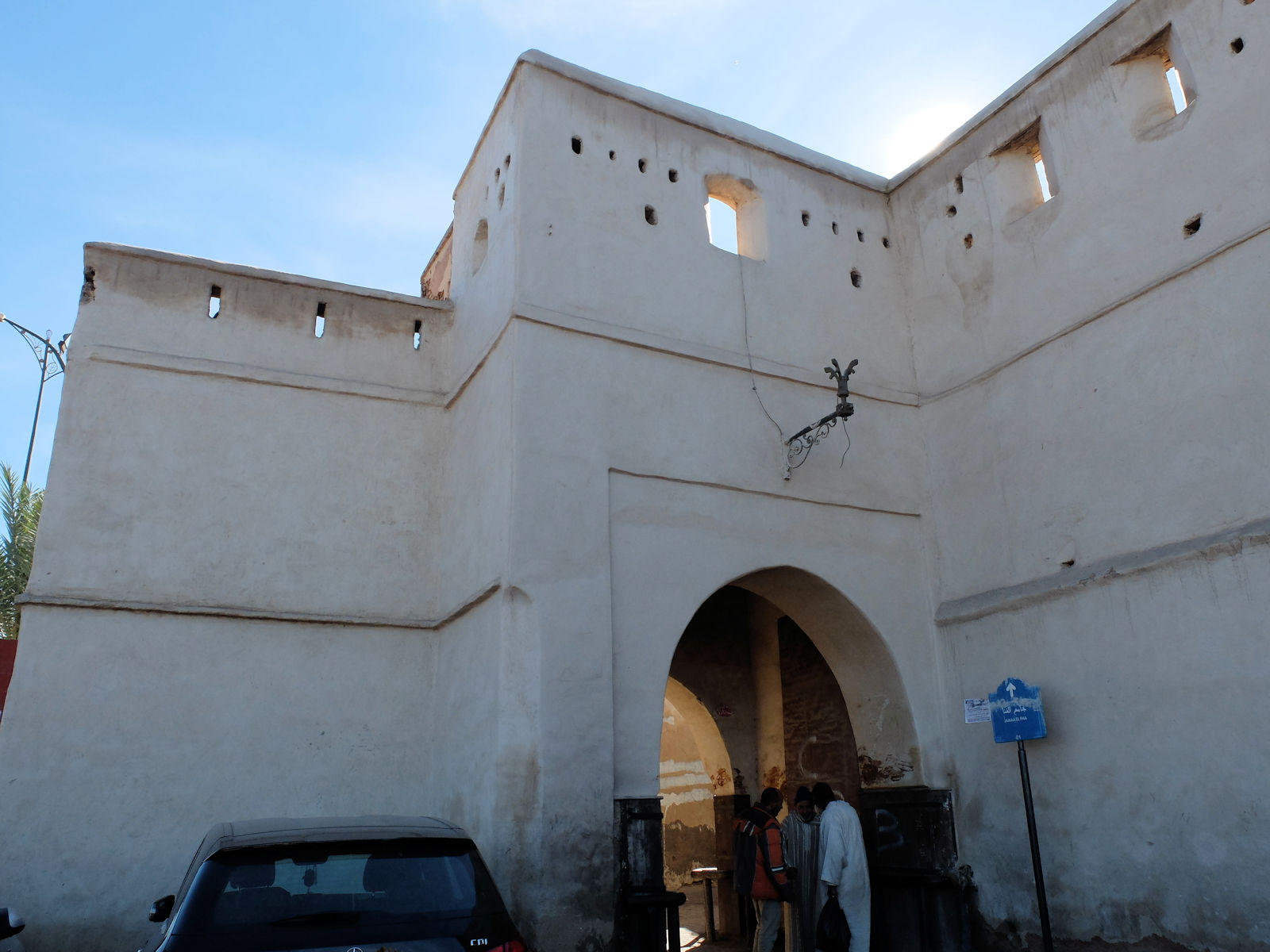
La entrada exterior (oriental) de la puerta.
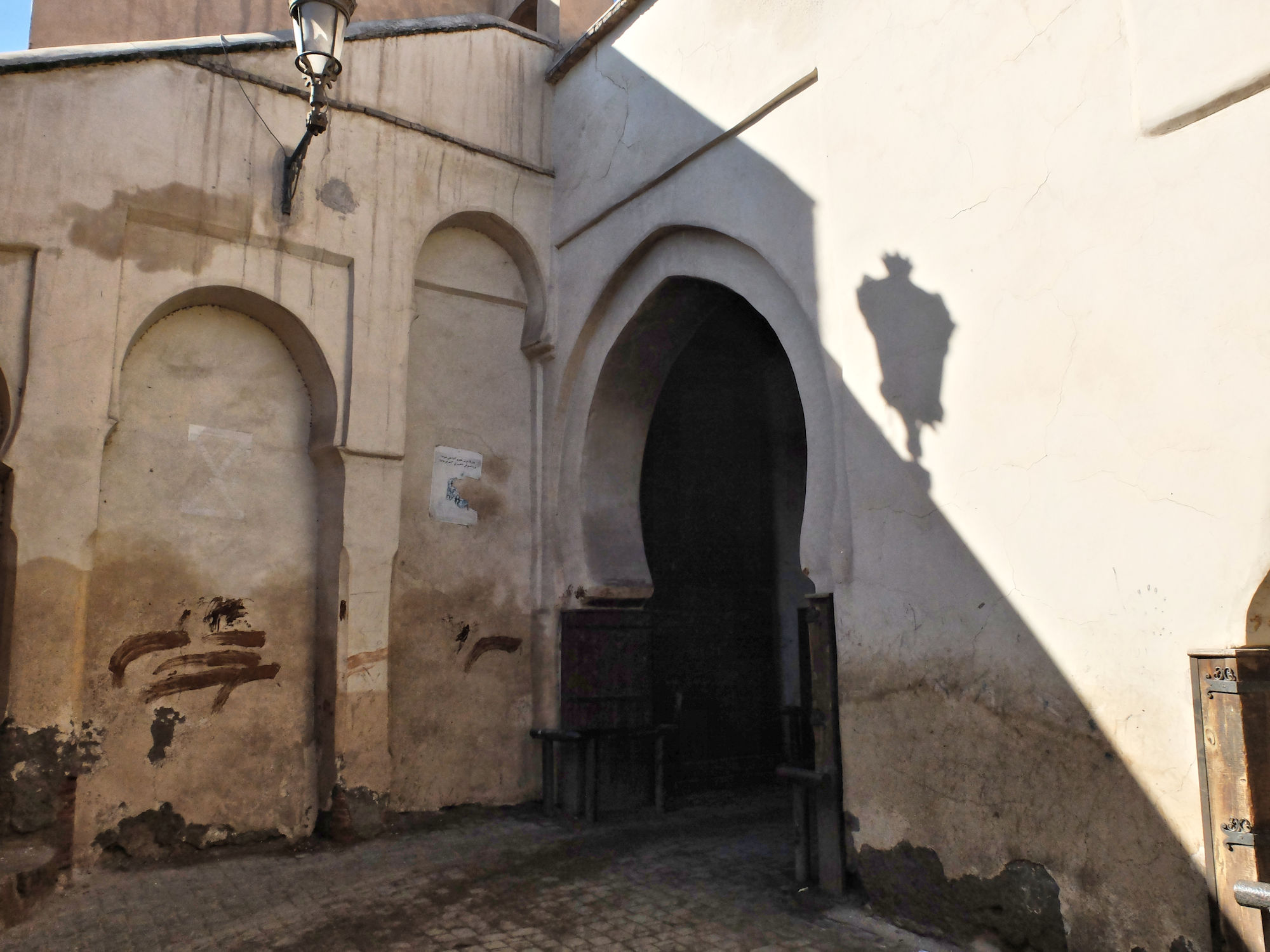
El primer patio interior (oriental) de la puerta, con una de las puertas interiores.
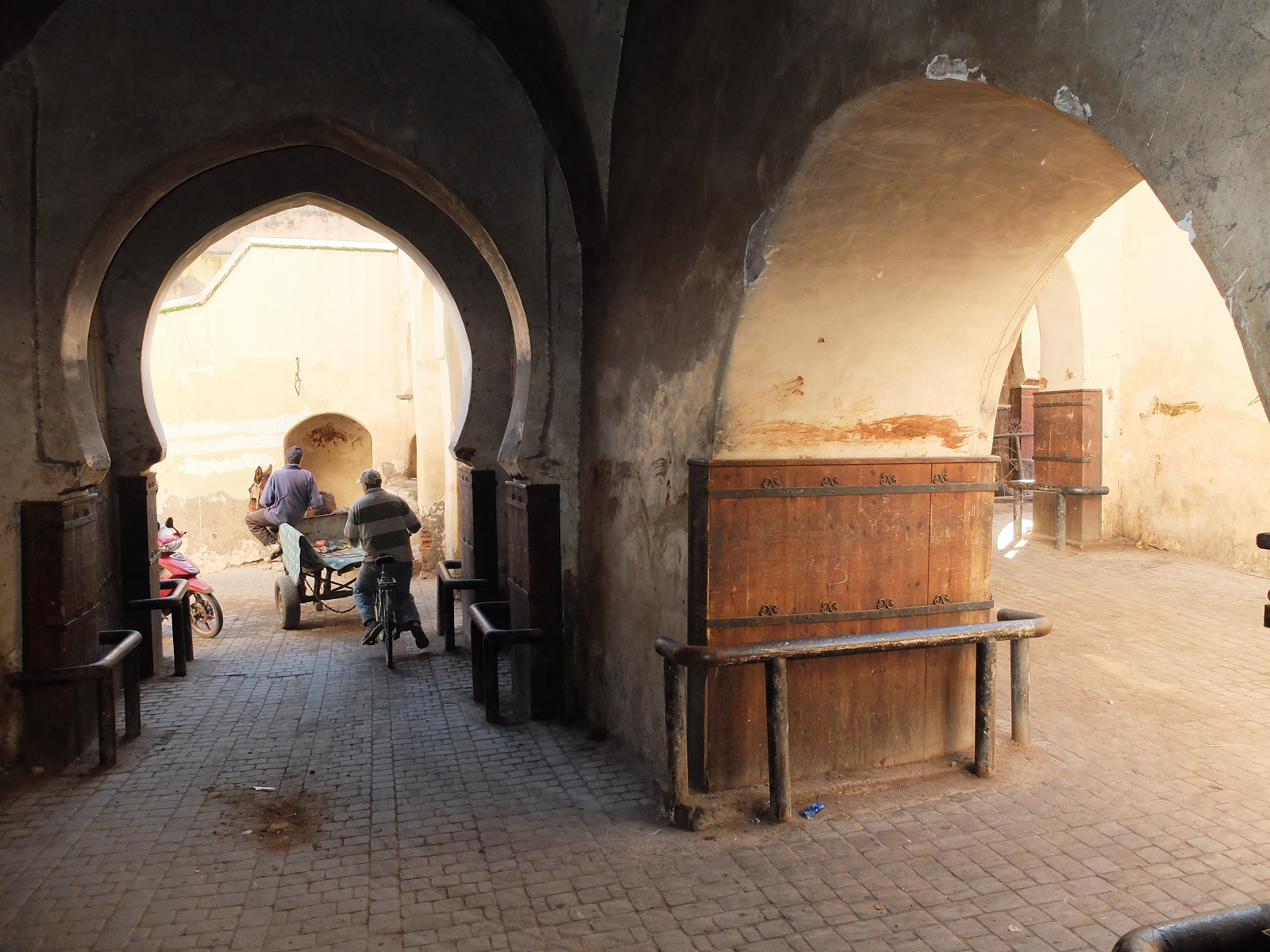
El paso curvo dentro de la puerta.
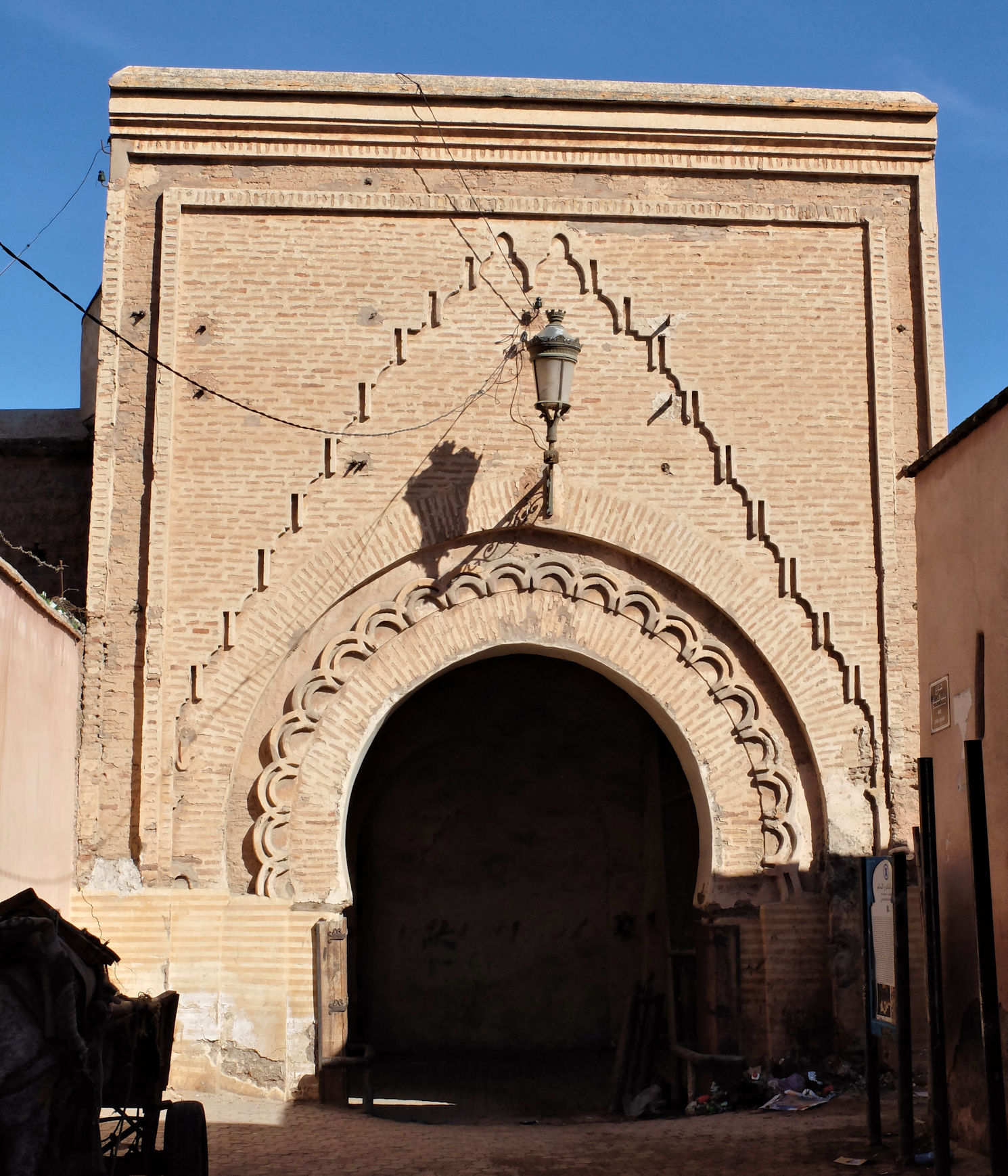
La entrada interior (occidental) de la puerta.